# Bojt
Bojt ist eine ungarische Gemeinde im Kreis Berettyóújfalu im Komitat Hajdú-Bihar.

## Geografie
Bojt grenzt an folgende Gemeinden:
| Gáborján | Hencida                                     | Kismarja   |
| Váncsod  | Kompassrose, die auf Nachbargemeinden zeigt | Nagykereki |
|          | Biharkeresztes                              | Bedő       |

## Geschichte
Erste schriftliche Erwähnung im Váradi Regestrum (lateinisch: Regestrum Varadiense), Varadinum und Várad sind ältere Namen von Oradea. 

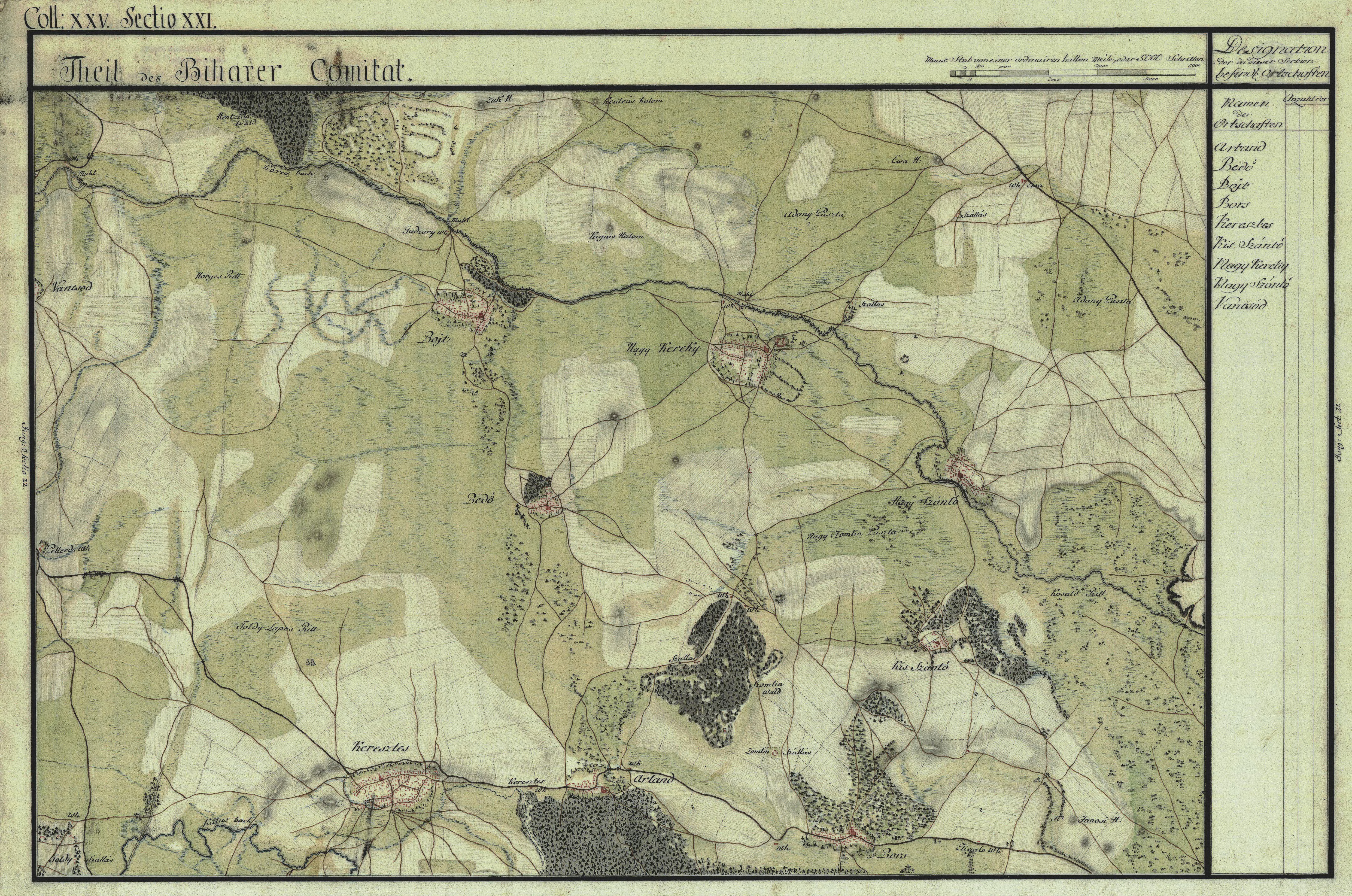
Bojt (oben Mitte) um 1782 (Aufnahmeblatt der Josephinischen Landesaufnahme)
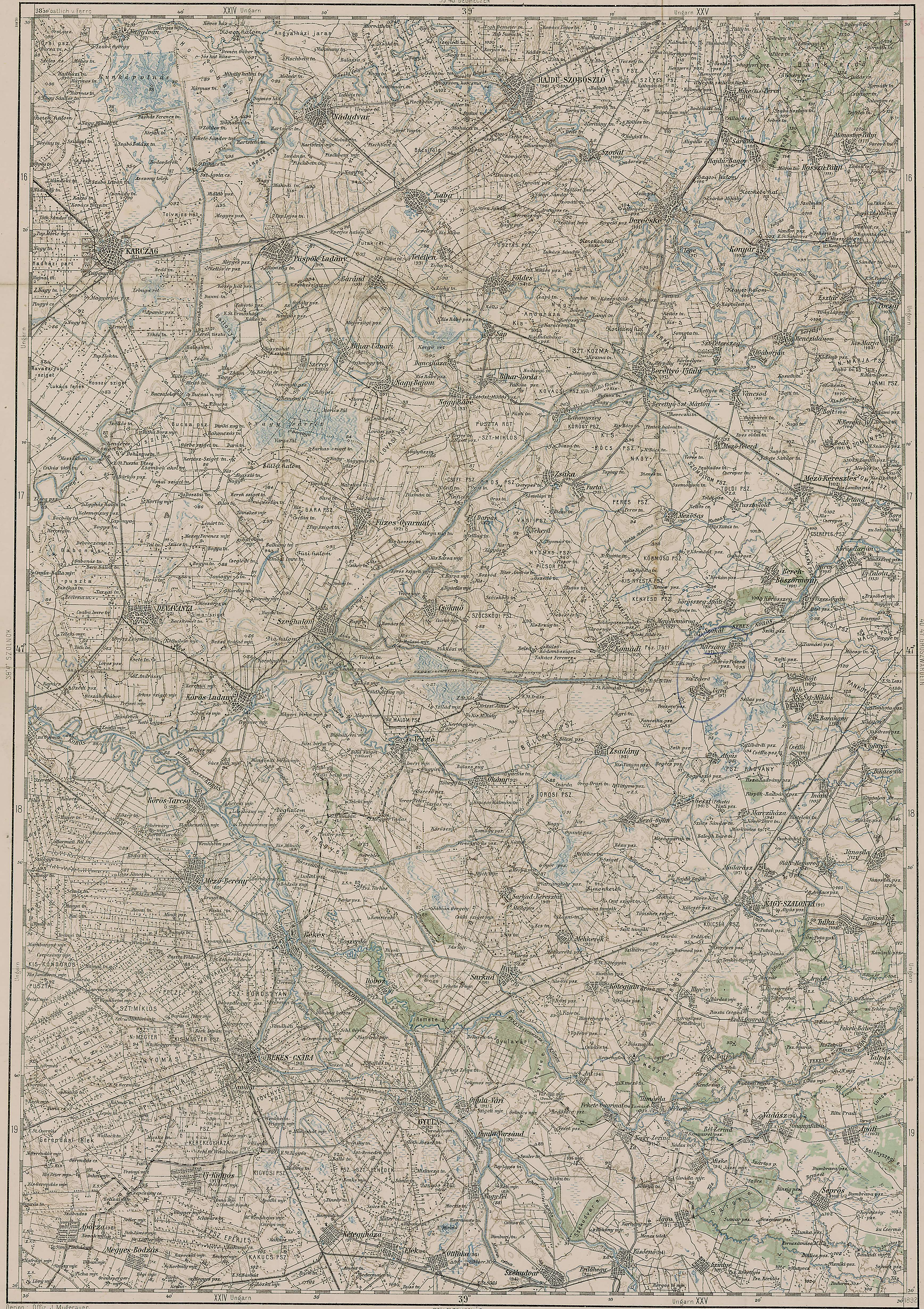
Bojt (N 47° 12'; O 39° 25') um 1892 (Aufnahmeblatt der Franzisco-Josephinischen Landesaufnahme)